# Света Параскева (Изглибе)
Вижте пояснителната страница за други значения на Света Параскева.
„Света Параскева“ или „Света Петка“ (на гръцки: Αγίας Παρασκευής) е православна църква в костурското село Изглибе (Пория), Егейска Македония, Гърция. Храмът е част от Костурската епархия.
Църквата е гробищен храм, разположен на километър северно от селото.
В архитектурно отношение църквата е еднокорабен храм с притвор и триделна апсида. Църквата е изписана с ценни стенописи от местен майстор в 1835 година, подписани от зографа Аргир Михайлов – „δηά χειρός Αργύρι Μιχάλι“. Има забележителен резбован дървен иконостас с цветни икони. В 1997 година храмът е обявен за защитен паметник.